# Radio Clyde
Radio Clyde és un grup de quatre emissores de ràdio locals que emeten a Glasgow i a la zona centre-occidental d'Escòcia. Radio Clyde és propietat i està operat per Bauer Radio, que té els estudis a Clydebank (West Dunbartonshire) i forma part de la xarxa d'emissores locals de Bauer City.
Radio Clyde va començar a emetre com la primera estació local independent de fora de Londres a les 10:30h del dilluns 31 de desembre de 1973, a 261 metres d'ona mitjana i a través del 95.1 FM (passant posteriorment a 102.5 FM). Els estudis de l'estació es trobaven inicialment en el complex d'Anderston, al centre de Glasgow, però es va traslladar a la seva ubicació actual a Clydebank el 1983. El lema original era "Radio Clyde, 261, all together now".
La producció de Ràdio Clyde es va dividir en dos serveis diferents des del 12 d'agost de 1988 amb el llançament d'un servei de Clyde FM per a èxits musicals els caps de setmana. La divisió es va fer permanent el 3 de gener de 1990 al servei d'AM amb un format d'èxits clàssics.
Scottish Radio Holdings va controlar Radio Clyde fins al 2005, quan la companyia va ser adquirida per Emap. Va canviar de mans de nou el 2008, quan Emap va vendre les seves unitats empresarials de ràdio i revistes a Bauer Media Group.
Es va llançar un tercer servei des del 19 de gener de 2015 sota el nom de Clyde 3, que va dur una versió a nivell local de The Hits Radio a través de DAB amb espais per a les notícies locals, el trànsit i la publicitat.
El 20 d'abril de 2016 van llançar una quarta emissora, Clyde Rocks, en fase de proves.